# Hussain Shah Syed
Hussain Shah Syed (14 augustus 1964, Karachi, Pakistan) is een Pakistaanse bokser in de middengewichtklasse. Op de Olympische Zomerspelen van 1988 behaalde hij een bronzen medaille. Dit was de eerste Olympische boksmedaille voor Pakistan.